# Rubens Bueno
Rubens Bueno (Sertanópolis, 23 de maio de 1948) é um professor e político brasileiro. Exerceu cinco mandatos de deputado federal pelo Paraná, sendo três consecutivos. Filiado ao Cidadania, ocupa a 1.ª vice-presidência nacional e a presidência estadual. Ele é membro das Frentes Parlamentares da Agropecuária (FPA), da Mineração, da Indústria, da Democracia e dos Direitos Humanos, entre outras. Bueno possui ascendência italiana. Atualmente é diretor-presidente da Agência Reguladora de Serviços Públicos Delegados do Paraná (Agepar).

## Trajetória política
Rubens Bueno começou sua carreira política como candidato a prefeito de Peabiru em 1976, quando recebeu a maior votação, mas não foi eleito por conta da legislação eleitoral da época. Em 1978 foi candidato a deputado estadual, porém não conseguiu a eleição.
Em 1982 foi eleito deputado estadual com mais de 30 mil votos. No seu mandato, Rubens Bueno foi reconhecido pelo Comitê de Imprensa da Assembleia Legislativa do Paraná como o deputado mais atuante da Casa. Foi responsável pela apresentação de um terço de todos os projetos de lei protocolados na mesa da Assembleia, num plenário de 58 deputados. Tornaram-se lei seus projetos do "Livro Didático", de "Eleições diretas para diretores de escolas estaduais", "Transporte Esvolar" e dos "Agrotóxicos" (mais tarde adotados pelo Governo Federal).
Foi reeleito em 1986 como o segundo deputado estadual mais votado do Paraná. Em seguida foi nomeado secretário de Justiça, Trabalho e Ação Social do Paraná, pelo governador Alvaro Dias, esteve a frente da secretaria entre os anos de 1987 e 1990, quando criou a Universidade Popular do Trabalho. Em 1990 foi eleito deputado federal. Em 1991 foi eleito para exercer um mandato na Câmara dos Deputados, em Brasília. Em 1992 votou pela abertura do processo de impeachment de Fernando Collor de Mello. Renunciou ao mandato para assumir a prefeitura de Campo Mourão em 1993, após ser eleito com mais de 77% dos votos.

### Prefeito de Campo Mourão
Na sua gestão, de 1993 a 1996 saneou as finanças municipais – degradadas pela irresponsabilidade fiscal –, modernizou a máquina administrativa, pagou os salários atrasados, corrigiu as distorções da folha de pessoal (repondo velhas perdas salariais), introduziu mecanismos de estímulo e capacitação profissional ao funcionalismo, espalhou dezenas de obras no município, principalmente de caráter social, vinculadas à educação, saúde, saneamento e infraestrutura.
Na cultura, inaugurou o Teatro Municipal de Campo Mourão. Na área do meio ambiente, inaugurou a Estação Ecológica do Cerrado, o Parque do Lago e o Parque Estadual Lagoa Azul, em convênio com o governo do Paraná. Também recebeu o então presidente da República, Fernando Henrique Cardoso, para inaugurar o Teatro Municipal de Campo Mourão e lançar o projeto nacional "Toda Criança na Escola".
Entregou a seu sucessor uma prefeitura saneada e moderna, com um perfil de dívida perfeitamente dentro da capacidade de pagamento do município. Sua gestão na prefeitura foi citada no livro “As cidades que dão certo – Experiências Inovadoras na Administração Pública Brasileira” de Rubem Figueiredo e Bolivar Lamounier. Na obra os autores reconhecem a reestruturação da educação e a diminuição radical da mortalidade infantil em Campo Mourão. Rubens Bueno implantou o "Projeto Cegonha Feliz" em 1996, sendo este precursor de diversos outros projetos tais como Mãe Curitibana, Mãe Paranaense, entre outros.

### Novas disputas eleitorais
Em 1998, foi eleito deputado federal. Em 2002 e 2006, foi candidato ao governo do estado, sendo que em 2004 também disputou a prefeitura de Curitiba, recebendo 20,04% dos votos e ficando na 3.ª posição. Já em 2010, retornou à Câmara Federal, eleito deputado com 123.178 votos. Em 2012, disputou a prefeitura da capital paranaense como candidato a vice-prefeito. Já em 2014 foi reeleito deputado federal, sendo em 2018 novamente escolhido pelos paranaenses para a Câmara Federal. Em 2022 não conseguiu ser reeleito novamente.

### Atuação política
Rubens Bueno formou-se em 2014 no Curso de Liderança Executiva direcionada para a elaboração de políticas públicas voltadas à infância elaborado pelo Núcleo de Ciência Pela Infância (NCPI), na Universidade de Harvard, nos Estados Unidos.
O seu trabalho na Câmara Federal, rendeu a Bueno em 2017, o feito de ser o único deputado do Brasil presente entre os 10 melhores em três rankings políticos independentes (Atlas Político, Congresso em Foco e Ranking Político) e escolhido dez vezes um dos 100 parlamentares mais influentes do Congresso Nacional (DIAP), sendo oito consecutivas. Já em 2017 foi considerado pelo júri do site Congresso em Foco, o parlamentar que mais se destaca no combate à corrupção e ao crime organizado. Parlamentar com bom trânsito no Congresso revelou-se um grande articulador desde quando assumiu pela primeira vez o cargo de líder do PPS na Câmara, em 2001. Foi o líder da bancada de 2011 a 2016.
Votou a favor do Processo de impeachment de Dilma Rousseff. Já durante o Governo Michel Temer, votou a favor da PEC do Teto dos Gastos Públicos. Em abril de 2017 foi favorável à Reforma Trabalhista. Em agosto de 2017 votou a favor do processo em que se pedia abertura de investigação do então presidente Michel Temer.
Entre as suas principais ações em Brasília, Rubens é o relator da PEC da prisão após condenação em 2.ª instância e do projeto que acaba com os “Supersalários”, impondo limite aos salários acima do teto constitucional nos três Poderes.
Além disso ele é autor da lei do farol aceso nas rodovias durante o dia, da lei que cria a Política Nacional de Pagamento por Serviços Ambientais (PNPSA), que visa a preservação do meio ambiente, ao “estimular a conservação dos ecossistemas, combater a degradação e fomentar o desenvolvimento sustentável e também do projeto de redistribuição do ISS (Imposto Sobre Serviço), que somente para os 399 municípios do Paraná, segundo dados da CNM (Confederação Nacional dos Municípios), serão distribuídos 344 milhões de reais de forma anual, permanente e crescente.
Bueno também é autor da PEC 142/2012 que acaba com o Foro Privilegiado para todos e da PEC 163/2012, que extingue o privilégio da aposentadoria compulsória para magistrados envolvidos em corrupção. 
No segundo turno das eleições presidenciais de 2018, Rubens declarou "sou contra ambos, posição claríssima, não voto no Bolsonaro nem no PT".
Dentre as principais votações no congresso a partir de 2019, Rubens votou a favor nas seguintes pautas: na MP 867 (que segundo ambientalistas alteraria o Código Florestal anistiando desmatadores); na MP 910 (conhecida como MP da Grilagem); PEC da Reforma da Previdência (e também para que professores não estivessem incluídos nas novas regras da mesma); PL 3723 que regulamenta a prática de atiradores e caçadores; "Pacote Anti-crime" de Sergio Moro; Novo Marco Legal do Saneamento; congelamento de salário de servidores públicos (2020) anistia da dívida das igrejas; e a convocação de uma Convenção Interamericana contra o Racismo.. 
Rubens votou contra nas seguintes pautas: aumento do Fundo Partidário e na possibilidade de alteração ou diminuição do Fundo Eleitoral. Na regulamentação do novo FUNDEB, Rubens primeiramente votou pela possibilidade de destinar verbas para a educação privada, mas num segundo momento votou para que a destinação fosse apenas para o ensino público. Rubens esteve ausente na votação sobre criminalização de responsáveis pelo rompimento de barragens.

### Agepar
Após ser aprovado em sabatina da Comissão de Obras Públicas, Transportes e Comunicação da Assembleia Legislativa do Paraná, o ex-deputado federal Rubens Bueno assumiu como novo Diretor-presidente da Agência Reguladora de Serviços Públicos Delegados do Paraná (Agepar) em 09 de dezembro de 2024.

## Desempenho eleitoral
| Ano  | Eleição                   | Cargo                                         | Partido | Coligação                                                                                | Vice/Suplente                                  | Votos            | Resultado                                |
| ---- | ------------------------- | --------------------------------------------- | ------- | ---------------------------------------------------------------------------------------- | ---------------------------------------------- | ---------------- | ---------------------------------------- |
| 1976 | Municipal de Peabiru      | Prefeito                                      | MDB     | sem coligação                                                                            | Antônio Peron (MDB)                            | 2.221            | Não eleito (apesar de ser o mais votado) |
| 1978 | Estadual do Paraná        | Deputado Estadual                             | MDB     | sem coligação                                                                            | —                                              | 9.879            | Suplente                                 |
| 1982 | Estadual do Paraná        | Deputado Estadual                             | PMDB    | sem coligação                                                                            | ?                                              | 31.252           | Eleito                                   |
| 1986 | Estadual do Paraná        | Deputado Estadual                             | PMDB    | PMDB / PND                                                                               | ?                                              | 64.146           | Reeleito                                 |
| 1990 | Estadual do Paraná        | Deputado Federal                              | PSDB    | PSDB / PDT / PCB / PCdoB                                                                 | ?                                              | 28.319           | Eleito                                   |
| 1992 | Municipal de Campo Mourão | Prefeito                                      | PSDB    | sem coligação                                                                            | Tauillo Tezelli (PSDB)                         | 27.361           | Eleito                                   |
| 1998 | Estadual do Paraná        | Deputado Federal                              | PTB     | PTB / PFL / PRP / PTdoB / PSD / PPS / PTN / PL                                           | Ivanio Guerra (PFL), Valdomiro Meger (PFL)     | 89.088 (2,39%)   | Eleito                                   |
| 2002 | Estadual do Paraná        | Governador                                    | PPS     | PPS / PV                                                                                 | Sigrid Andersen (PV)                           | 362.464 (7,04%)  | Não eleito (5.º lugar)                   |
| 2004 | Municipal de Curitiba     | Prefeito                                      | PPS     | PPS / PHS                                                                                | Augusto Canto Neto (PPS)                       | 188.313 (20,04%) | Não eleito (3.º lugar)                   |
| 2006 | Estadual do Paraná        | Governador                                    | PPS     | PPS / PFL                                                                                | Marcelo Ruppi (PFL)                            | 437.689 (8,07%)  | Não eleito (4.º lugar)                   |
| 2010 | Estadual do Paraná        | Deputado Federal                              | PPS     | PPS / PSDB / PP / DEM / PRB                                                              | Luiz Carlos Setim (DEM), Luiz Nishimori (PSDB) | 123.178 (2,34%)  | Eleito                                   |
| 2012 | Municipal de Curitiba     | Vice-prefeito na chapa de Luciano Ducci (PSB) | PPS     | PPS / PSB / PP / PSL / PTN / DEM / PSDC / PHS / PMN / PTC / PRB / PRP / PSDB / PSD / PTB | —                                              | 261.049 (26,77%) | Não eleito (3.º lugar)                   |
| 2014 | Estadual do Paraná        | Deputado Federal                              | PPS     | PPS / PSDB / DEM / PR / PSC / PTdoB / PP / SD / PSD                                      | Osmar Bertoldi (DEM), Reinhold Stephanes (PSD) | 95.841 (1,82%)   | Reeleito                                 |
| 2018 | Estadual do Paraná        | Deputado Federal                              | PPS     | PPS / PSD / PSC / PR / PODE                                                              | Evandro Roman (PSD), Stephanes Junior (PSD)    | 76.471 (1,47%)   | Reeleito                                 |